# Richard Linklater

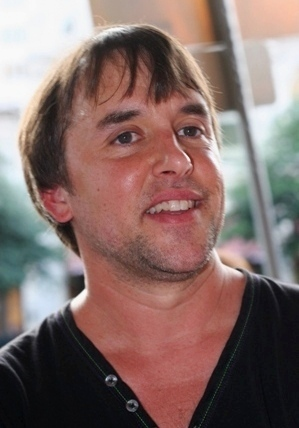
Richard Linklater 2007.

Richard Stuart Linklater, född 30 juli 1960 i Houston i Texas, är en amerikansk filmregissör inom independentfilm, producent och skribent.

## Biografi

### Uppväxt
Richard Linklater studerade litteratur vid Sam Houston State universitetet med målet att bli författare. Han lämnade under en tid sina studier för att arbeta på en oljeplattform. Linklater använde sina inkomster från arbetet på oljeplattformen för att köpa en 8-mm kamera, en projektor och olika filmredskap. Han flyttade till Austin (Texas). I Austin satte han ihop en filmgrupp på Texasuniversitetet.

### Karriär
Richard Linklater grundade Austin Film Society år 1985 tillsammans med kollegan Lee Daniel. Han experimenterade med olika tekniker och skapade många olika kortfilmer. Hans debut ägde rum med filmen It's Impossible to Learn to Plow by Reading Books (1988).
Richard Linklater fortsatte sin filmkarriär med att grunda bolaget Detour Filmproduction och fick sitt genombrott med filmen Slacker (1991) vilken handlar om en dag i Austin, där en lång rad episoder avlöser varandra genom att en person från föregående episod oftast fortsätter in i nästa. Regissören medverkar själv som skådespelare inledningsvis i filmen, som en ung taxiresenär som intensivt berättar om planer han har och idéer. Filmen kostade endast 23 000 dollar att göra, vilket var en möjlig kostnad för en indiefilm men en ovanligt låg kostnad för den etablerade filmindustrin i USA.
Handlingen i många av Linklaters filmer utspelas under en enda dag, en teknik som senare blivit populär. Filmer som Slacker, Dazed and Confused, SubUrbia, Bara en natt, Bara en dag och Before Midnight är exempel på detta.
År 2005 nominerades Linklater för en Oscar för bästa bearbetade manus för filmen Bara en dag, tillsammans med skådespelarna och medförfattarna Ethan Hawke och Julie Delpy. År 2014 kom uppföljaren Before Midnight och de tre manusförfattarna blev återigen Oscarsnominerade. Dessa manus sågs som bearbetningar av Linklaters och Kim Krizans originalmanus till Bara en natt, den första filmen i en trilogi.
Filmerna Waking Life och A Scanner Darkly använder sig av animation. De filmades med kamera, men Linklater hyrde in ett team av konstnärer som målade över filmen så att animationerna passade in på den riktiga filmen. Tekniken kallas rotoskopering, och filmerna får en halvverklig bild, så som i Waking Life där huvudkaraktären inte riktigt vet vad som är verkligt och vad som är fantasi.
Trots att Linklater är populär och har förmåga och möjlighet att skapa Hollywoodfilmer stannar han i Texas där han filmar och producerar.
År 2004 gjorde brittiska Channel 4 en dokumentär om Linklater, där Linklater framträder med sina personliga tankar om filosofi och idéerna bakom sina filmer. Dokumentären heter St Richard of Austin och sändes i december 2004.
Filmen Fast Food Nation (2006) är baserad på boken med samma namn och utforskar den globala påverkan som amerikansk snabbmat har.
Vid den amerikanska Golden Globe-galan 2015 fick Linklater pris i kategorin Bästa regi för filmen Boyhood, likaså vid den brittiska BAFTA-galan 2015.

## Filmografi
- 1985 – Woodshock
- 1988 – It's Impossible to Learn to Plow by Reading Books
- 1991 – Heads I Win/Tails You Lose
- 1991 – Slacker, även skådespelare
- 1993 – Dazed and Confused
- 1995 – Bara en natt
- 1996 – subUrbia
- 1998 – The Newton Boys
- 2001 – Waking Life
- 2001 – Tape
- 2003 – Live from Shiva's Dance Floor
- 2003 – School of Rock
- 2004 – $5.15/Hr.
- 2004 – Bara en dag
- 2005 – Bad News Bears
- 2006 – A Scanner Darkly
- 2006 – Fast Food Nation
- 2008 – Inning by Inning: A Portrait of a Coach
- 2008 – Me and Orson Welles
- 2011 – Bernie
- 2012 – Up to Speed (TV-serie) (sex avsnitt)
- 2013 – Before Midnight
- 2014 – Boyhood
- 2016 – Everybody Wants Some!!
- 2017 – Last Flag Flying
- 2019 – Var blev du av, Bernadette
- 2022 – Apollo 10½
- 2023 – Hit Man
- 2025 – Blue Moon